# 28. januar
28. januar je 28. dan leta v gregorijanskem koledarju. Ostaja še 337 dni (338 v prestopnih letih).

## Dogodki
- 1077 – papež Gregor VII. je na vrhuncu investiturnega spora preklical anatemo cesarja Henrika IV., ki je s svojim romanjem v Canosso prikazal pripravljenost na spravo
- 1896 – prva oseba je kaznovana za pospeševanje v Kentu.
- 1573 – sprejeta je bila pogodba med poljskim kraljem in plemstvom, Pacta conventa
- 1918 – ustanovljena Rdeča armada
- 1943 – civilna mobilizacija v Tretjem rajhu
- 1985 – posneta pesem We are the world, katere izkupiček je bil namenjen za pomoč Afriki
- 1986 – v eksploziji ameriškega raketoplana Challenger izgubi življenje vseh 7 članov posadke
- 2004 – Slovenija ratificira pristopno pogodbo k Evropski uniji

## Rojstva
- 1311 – Ivana II., francoska princesa, navarska kraljica († 1349)
- 1457 – Henrik VII., angleški kralj († 1509)
- 1608 – Giovanni Alfonso Borelli, italijanski fiziolog, fizik, astronom, matematik († 1679)
- 1611 – Johannes Hevel, poljski astronom († 1687)
- 1622 – Adrien Auzout, francoski astronom, fizik († 1691)
- 1701 – Charles Marie de La Condamine, francoski geograf, matematik († 1774)
- 1717 – Mustafa III., sultan Osmanskega cesarstva († 1774)
- 1768 – Friderik VI., kralj Danske in Norveške († 1839)
- 1784 – Matija Vertovec, slovenski duhovnik, vinogradnik († 1851)
- 1800 – António Feliciano de Castilho, portugalski pesnik († 1875)
- 1812 – Ilija Savić - Ilija Garašanin, srbski politik († 1874)
- 1827 – Jean Antoine Villemin, francoski zdravnik († 1892)
- 1838 – James Craig Watson, ameriški astronom († 1880)
- 1841 – John Rowlands - Henry Morton Stanley, valižanski raziskovalec Afrike († 1904)
- 1853 –
  - José Julian Martí y Perez, kubanski pisatelj, pesnik, novinar, upornik († 1895)
  - Vladimir Sergejevič Solovjov, ruski filozof in pesnik († 1900)
- 1865 – Kaarlo Juho Ståhlberg, finski predsednik († 1952)
- 1873 – Sidonie-Gabrielle Colette, francoska pisateljica († 1954)
- 1884 – Auguste Piccard, švicarski znanstvenik, balonar († 1962)
- 1886 – Hidetsugu Yagi, japonski elektroinženir († 1976)
- 1887 – Artur Rubinstein, poljsko-ameriški pianist († 1982)
- 1892 – Ernst Lubitsch, nemško-ameriški filmski režiser († 1947)
- 1900 – Karel Levičnik, slovenski general († 1968)
- 1903 – Kathleen Lonsdale, britanska kristalografka († 1971)
- 1912 – Jackson Pollock, ameriški slikar († 1956)
- 1927 – Smiljan Rozman, slovenski pisatelj, dramatik, slikar († 2007)
- 1932 – Dušan Petrač, slovenski fizik
- 1936 – 
  - Alphonso Joseph D'Abruzzo - Alan Alda, ameriški filmski igralec
  - Ismail Kadare, albanski pisatelj
- 1955 – Nicolas Sarkozy, francoski predsednik
- 1970 – Jernej Kuntner, slovenski gledališki in televizijski igralec
- 1978 –
  - Gianluigi Buffon, italijanski nogometaš
  - Jasmin Handanovič, slovenski nogometaš
- 1980 – Nick Carter, ameriški pevec
- 1981 – Elijah Wood, ameriški filmski igralec
- 2000 – Neža Dolmovič, slovenska glasbenica, članica skupin Relentless youth ter Smoking Cactus

## Smrti
- 592 – Guntram, merovinški kralj Burgundije (* okoli 532)
- 814 – Karel Veliki, frankovski vladar (* 742 ali 747)
- 1061 – Spytihněv II., češki vojvoda (* 1031)
- 1227 – Henrik Borvin I., nemški plemič, mecklenburški baron
- 1256 – Vilijem II., holandski grof, nemški kralj (* 1228)
- 1271 – Izabela Aragonska, princesa, francoska kraljica (* 1248)
- 1292 – Ibn Kaijijim Al Džauzija, islamski pravnik šole hanbali († 1350)
- 1547 – Henrik VIII., angleški kralj (* 1491)
- 1596 – Francis Drake, angleški pomorščak in raziskovalec (* okoli 1540)
- 1672 – Pierre Séguier, francoski kancler (* 1588)
- 1687 – Johannes Hevel, poljski astronom (* 1611)
- 1782 – Jean-Baptiste Bourguignon d'Anville, francoski geograf, kartograf (* 1697)
- 1844 – Johannes van den Bosch, nizozemski državnik (* 1780)
- 1861 – Henri Murger, francoski pisatelj (* 1822)
- 1864 – Benoit Paul Émile Clapeyron, francoski inženir, fizik (* 1799)
- 1868 – Adalbert Stifter, avstrijski pisatelj (* 1805)
- 1876 – Ferenc Deák, madžarski državnik (* 1803)
- 1891 – Nikolaus August Otto, nemški inženir (* 1832)
- 1896 – Giuseppe Fiorelli, italijanski arheolog (* 1823)
- 1919 – Franz Erdmann Mehring, nemški novinar, publicist (* 1846)
- 1938 – Bernd Rosemeyer, nemški avtomobilski dirkač (* 1909)
- 1939 – William Butler Yeats, irski pesnik, dramatik, nobelovec 1923 (* 1865)
- 1947 – Reynaldo Hahn, nemško-venezuelski skladatelj, dirigent, kritik (* 1874)
- 1963 – Jean-Felix Picard, švicarski znanstvenik, balonar (* 1884)
- 1980 – Ciril Kosmač, slovenski pisatelj (* 1910)
- 1983 – Francis Michael Forde, avstralski predsednik vlade (* 1890)
- 1986:
  - Francis Richard »Dick« Scobee, ameriški astronavt (* 1939)
  - Michael John Smith, ameriški astronavt (* 1945)
  - Ronald Erwin McNair, ameriški astronavt (* 1950)
  - Ellison Shoji Onizuka, ameriški astronavt (* 1946)
  - Gregory Bruce Jarvis, ameriški astronavt (* 1944)
  - Judith Arlene Resnik, ameriška astronavtka (* 1949)
  - Sharon Christa McAuliffe, ameriška učiteljica, astronavtka (* 1948)
- 1996 – Josip Aleksandrovič Brodski - Joseph Brodsky, rusko-ameriški pesnik, nobelovec 1987 (* 1940)
- 2002 – Astrid Lindgren, švedska pisateljica (* 1907)
- 2016 – Aleš Debeljak, slovenski pesnik, esejist, sociolog kulture, prevajalec in kritik (*1960)

## Prazniki in obredi
- Armenija – dan armade

## Goduje
- sveti Zosim
- sveti Peter Nolasko
- Tomaž Akvinski